# Državna cesta D425

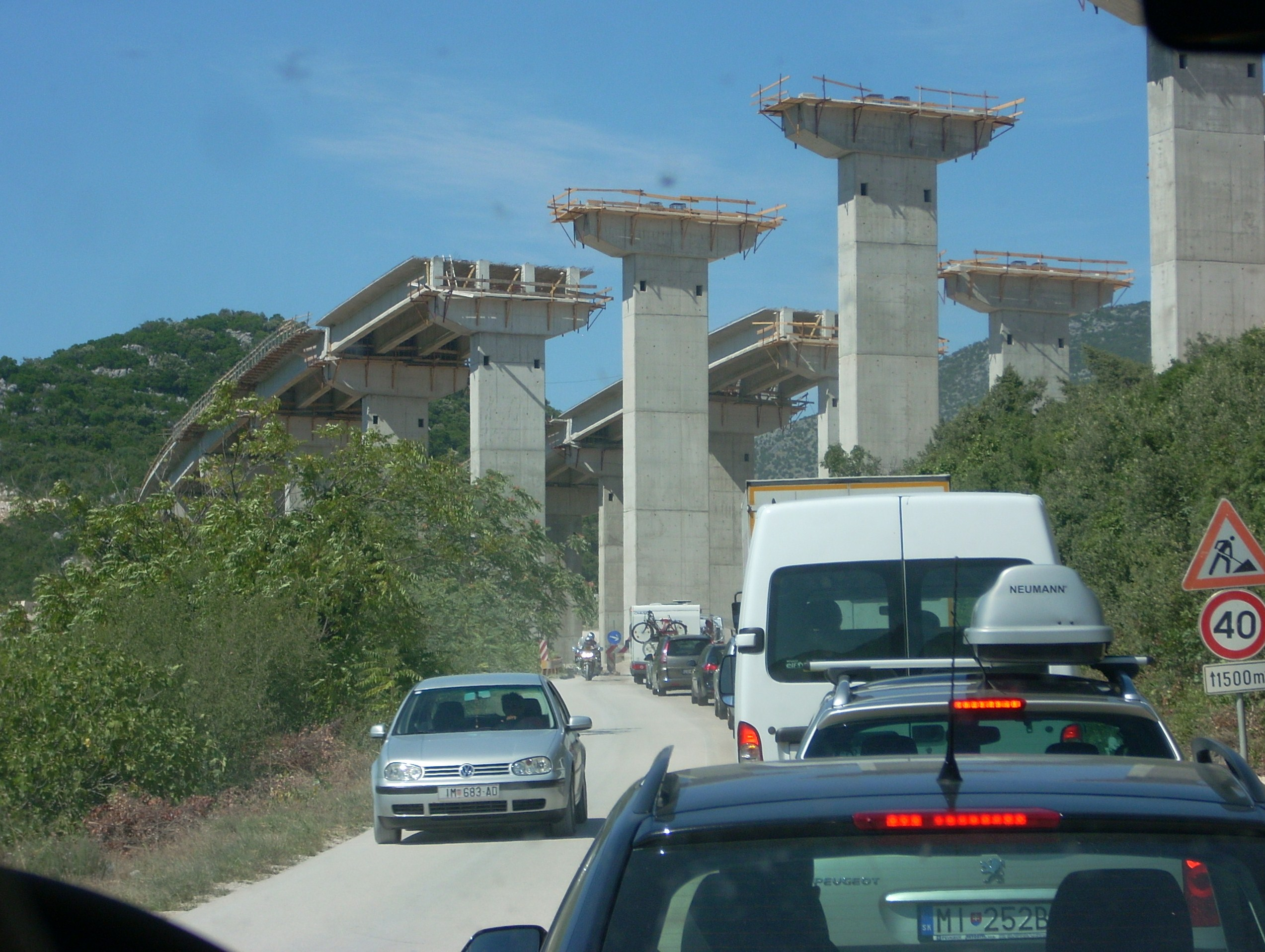
Vierspuriger Teil der D425 in Bau

Die Državna cesta D425 (kroatisch für ,Nationalstraße D425‘) verbindet die Autobahn A1 mit der Hafenstadt Ploče.
Aufgrund der topographischen Begebenheiten besteht die Straße bis einschließlich der Brücke Radonjić aus zwei getrennten zweistreifigen Richtungsfahrbahnen. Hinter dieser Brücke ist der Anschluss an die Ostumfahrung Ploče mit Anschluss an die D8 in südlicher Richtung geplant. Die Anbindung der D413 an der Einmündung Luka Ploče kurz vor dem Hafen erfolgt wieder in zweistreifiger Ausführung mit baulicher Trennung der Fahrbahnen (ebenso zweistreifig in entgegengesetzter Richtung nach Čeveljuša/D8).
Ursprünglich wurde die D425 als Teil der Autobahn A10 geplant. Diese Planungen wurden aber nach der Konkretisierung der Ausbaupläne der A1 geändert.
Die endgültige Verkehrsfreigabe erfolgte zusammen mit den Abschnitten von Vrgorac bis Ploče und von Ploče bis Metkovic der Autobahn A1 am 20. Dezember 2013.